# Nicolaes Berchem
Nicolaes Pietersz. Berchem, Nicolaes ook gespeld als Claes, Berchem als Berghem, Berighem en Berrighem (Haarlem, 1622 - Amsterdam, 18 februari 1683) was een Nederlandse schilder, tekenaar en etser. Hij is vooral bekend vanwege zijn pastorale, mediterrane landschappen.

## Levensloop
Berchem was de zoon van stillevenschilder Pieter Claesz. Zijn eigenlijke naam was Nicolaes of Claes Pietersz. Hij signeerde zijn werk echter met Berchem, naar de geboorteplaats van zijn vader. Het was waarschijnlijk ook zijn vader die hem opleidde als schilder. Daarna was hij achtereenvolgens leerling van Jan van Goyen, die in 1634 in Haarlem verbleef, Pieter de Grebber en tot omstreeks 1640 Nicolaes Moeyaert in Amsterdam. Ook zou hij leerling geweest zijn van Jan Wils en zijn neef Jan Baptist Weenix, maar dit is onwaarschijnlijk. Wils was zijn schoonvader en Weenix was één jaar jonger dan hij.

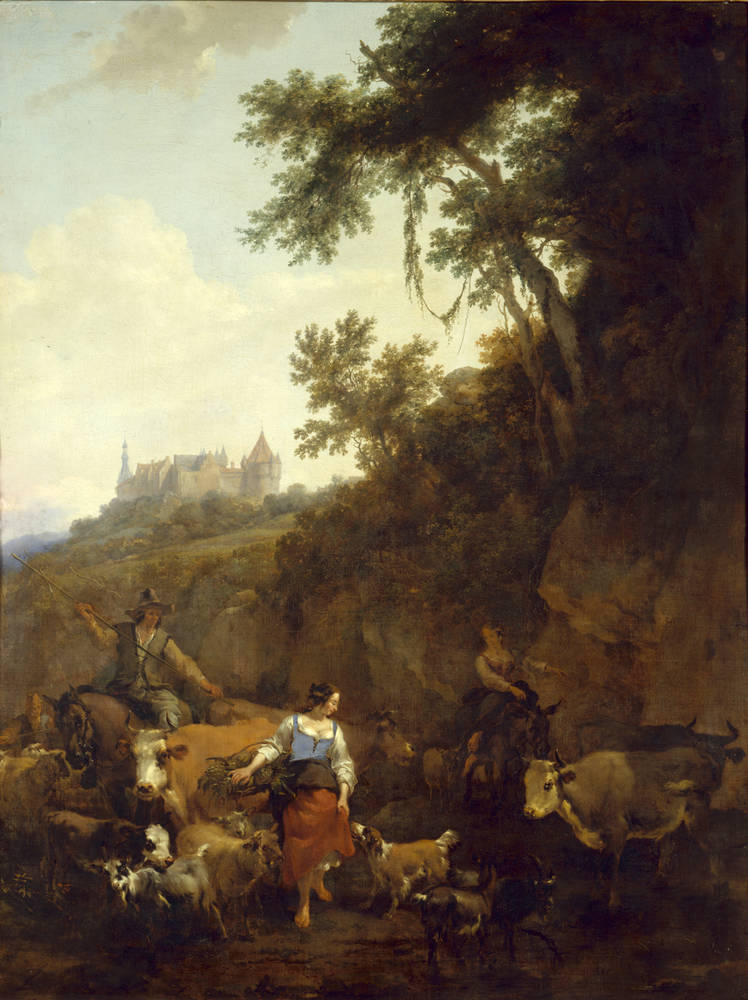
Nicolaes Berchem. Landschap met Kasteel Bentheim, ca. 1656, Staatliche Kunstsammlungen Dresden, Gemäldegalerie Alte Meister, Dresden

Hij werd op 6 mei 1642 als Claes Pietersen ingeschreven in het Haarlemse Sint-Lucasgilde. Aansluitend zou hij volgens kunsthistoricus Godefridus Johannes Hoogewerff tot 1646 in Rome verbleven hebben. Pieter Biesboer toonde echter aan dat dit onmogelijk kan zijn geweest. In augustus en september 1642 betaalde hij het gilde een bijdrage om les te geven aan Willem Romeyn, Guillaem le Febre en Claes Symonsz. Schout en op 13 januari 1645 werd hij lid van de Nederduitse Gereformeerde Kerk. Op 2 oktober 1646 trouwde hij met Catrijne Claesdr. de Groot. Hij kreeg vier kinderen, waaronder Nicolaes Berchem de Jonge, die later ook schilder werd. Op 22 maart 1649 maakten Berchem en zijn vrouw hun testament op. Nadat zijn eerste vrouw gestorven was, trouwde hij met de stiefdochter van Jan Wils. 
In 1650 maakte Berchem een reis naar Westfalen, mogelijk in gezelschap van Jacob van Ruisdael, met wie hij bevriend was. Van Berchem is een krijttekening bekend van Kasteel Bentheim, gedateerd 1650. Berchem gebruikte Kasteel Bentheim later verschillende keren als achtergrond van zijn pastorale landschappen, maar op een minder dramatische manier dan Ruisdael. Hij was rond deze tijd de leermeester van Pieter de Hoogh.
Begin jaren vijftig heeft hij mogelijk alsnog een reis naar Italië gemaakt, maar er zijn geen bronnen bekend die dit bevestigen. In 1656 woonde hij aan de Koningstraat in Haarlem en in 1670 aan de Oude Gracht. Op 19 maart 1656 kocht hij een tuin en een buitenhuis vlak bij de Kleine Houtpoort. Van 1656 tot 1657 was hij vinder en van 1657 tot 1658 deken van het Sint-Lucasgilde.

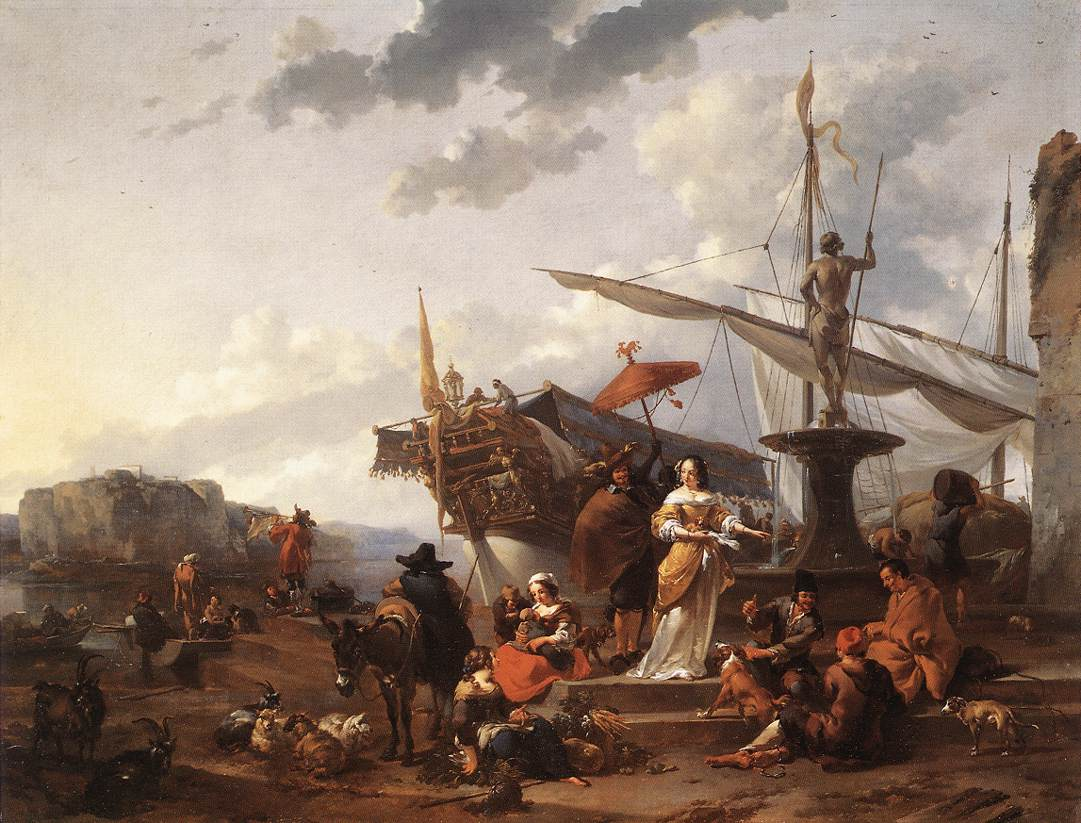
Een zuidelijke havenscène, ca. 1657-1659, Wallace Collection, Londen

In een akte gedateerd 9 juni 1661 wordt hij vermeld als inwoner van Amsterdam. Voorjaar 1670 keerde hij weer terug naar Haarlem. Op 11 juli 1670 werden Berchem en zijn vrouw ingeschreven in het kerkregister. Op 16 september 1670 werd hij opnieuw 'vinder' van het schildersgilde. In 1677 verhuisde hij weer naar Amsterdam. Hier woonde hij aan de Lauriergracht, waar hij op 18 februari 1683 overleed. Hij werd op 23 februari begraven in de Westerkerk. Zijn verzameling schilderijen werd op 4 mei 1683 in het huis van zijn weduwe geveild. Zijn verzameling tekeningen en prenten werd op 7 december 1683 geveild.

## Werk

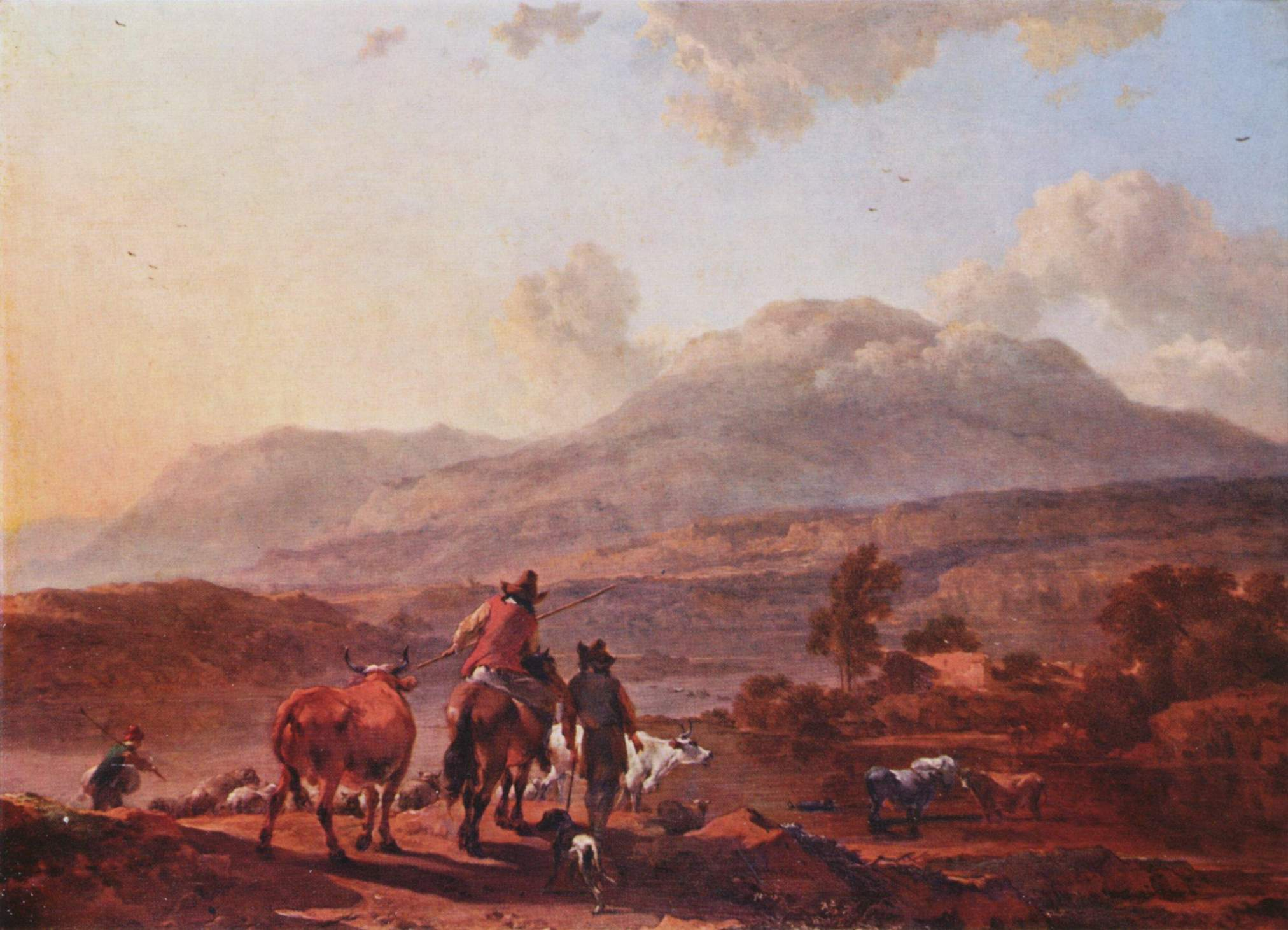
Italiaans landschap bij avond, Schloss Schleißheim, Oberschleißheim

In zijn landschappen spelen menselijke figuren een grotere rol dan bij anderen. Hij was de meest productieve italianiserende landschapsschilder en zijn schilderijen lagen goed in de markt. Soms zijn er mythologische of Bijbelse taferelen uitgebeeld in zijn landschappen.
Hij is beïnvloed door Pieter van Laer, Jan Asselyn en Adam Pynacker en in enkele werken uit omstreeks 1658 is de invloed van Jan Both duidelijk merkbaar. Gewaardeerd vanwege zijn trefzekere uitbeelding schilderde hij ook figuren en dieren op schilderijen van anderen, zoals voor Meindert Hobbema, Jan Hackaert, Jacob van Ruisdael en Johannes Lingelbach. Naast landschappen zijn er ook enkele historie- en genrestukken van hem bekend. Hij heeft vele tientallen prentontwerpen getekend, die door Cornelis Visscher, Johannes Visscher en andere graveurs in prent zijn gebracht. Daarnaast liet hij zo'n achthonderd tekeningen en vijftig etsen na.
In de tweede helft van de 18e eeuw werd Berchem tot de belangrijkste Hollandse kunstenaars gerekend. De Franse schilderkunst in de 18e eeuw is ondenkbaar zonder Berchem, wiens schilderijen – algemeen bekend door de talrijke reproductieprenten uit die tijd – belangrijke Franse schilders inspireerden zoals François Boucher, Jean-Baptiste Oudry, Jean-Baptiste Pillement en Jean-Honoré Fragonard.
Stadhouder Willem V kocht in 1765 uit het faillissement van Leendert Pieter de Neufville een werk voor 2.105 gulden, een gigantisch bedrag. Het was bestemd voor zijn Galerij aan het Buitenhof.
In 2006-2007 werd aan Berchems werk een overzichtstentoonstelling gewijd in het Frans Hals Museum in Haarlem.

## Lijst van werken
| Titel                                                                | Datering      | Type       | Verblijfplaats                                                  | Afbeelding |
| -------------------------------------------------------------------- | ------------- | ---------- | --------------------------------------------------------------- | ---------- |
| Allegorie op de zomer                                                | 1635-1683     | Schilderij | Galerij Prins Willem V, Den Haag                                |            |
| De jeugd van Jupiter                                                 | 1640-1683     | Schilderij | Národní galerie v Praze, Praag                                  |            |
| Melkmeisje leunend op voetstuk                                       | 1644          | Prent      | Rijksmuseum Amsterdam, Amsterdam                                |            |
| Stadswal van Haarlem in de winter                                    | 1647          | Schilderij | Frans Hals Museum, Haarlem                                      |            |
| IJsgezicht nabij een stad                                            | 1647 (?)      | Schilderij | Rijksmuseum Amsterdam, Amsterdam                                |            |
| De jeugd van Bacchus                                                 | 1648          | Schilderij | Mauritshuis, Den Haag                                           |            |
| Callisto door Jupiter bespied                                        | Ca. 1656      | Schilderij | Frans Hals Museum, Haarlem                                      |            |
| Paulus en Barnabas te Lystra                                         | 1650          | Schilderij | Musée d'art et d'industrie de Sainte-Étienne, Saint-Étienne     |            |
| Italiaans landschap                                                  | 1650-1683     | Schilderij | Rijksmuseum Amsterdam, Amsterdam                                |            |
| Ruth en Boaz                                                         | 1640-1683     | Schilderij | Rijksmuseum Amsterdam, Amsterdam                                |            |
| Herderinnen en wasvrouwen bij een fontein in een zuidelijk landschap | Ca. 1645-1646 | Schilderij | Dulwich Picture Gallery, Londen                                 |            |
| Italiaans landschap bij avond                                        | 1650-1683     | Schilderij | Schloss Schleißheim, Oberschleißheim                            |            |
| Studie naar dieren                                                   | 1635-1683     | Schilderij | Museum voor Schone Kunsten, Gent                                |            |
| De herder op de put en de spinster                                   | 1652          | Prent      | Rijksmuseum Amsterdam, Amsterdam                                |            |
| Wasvrouwen                                                           | 1600-1700     | Schilderij | Dulwich Picture Gallery, Londen                                 |            |
| Het ponteveer                                                        | Ca. 1655      | Schilderij | Rijksmuseum Amsterdam, Amsterdam                                |            |
| Zuidelijk landschap met herders onderweg                             | Ca. 1655-1659 | Schilderij | Dulwich Picture Gallery, Londen                                 |            |
| De drie kuddes                                                       | 1656          | Schilderij | Rijksmuseum Amsterdam, Amsterdam                                |            |
| De ossendrift                                                        | 1656          | Schilderij | Rijksmuseum Amsterdam, Amsterdam                                |            |
| Landschap met Kasteel Bentheim                                       | Ca. 1656      | Schilderij | Staatliche Kunstsammlungen Dresden, Gemäldegalerie Alte Meister |            |
| Een zuidelijke havenscène                                            | Ca. 1657-1659 | Schilderij | Wallace Collection, Londen                                      |            |
| Rustende herders                                                     | 1635-1683     | Schilderij | Národní galerie v Praze, Praag                                  |            |
| Landschap met baders                                                 | 1655-1669     | Schilderij | Museum Arnhem, Arnhem                                           |            |
| Italiaanse ruïne                                                     | 1658          | Schilderij | Centraal Museum, Utrecht                                        |            |
| Boeren met vee bij een vervallen aquaduct                            | Ca. 1658      | Schilderij | National Gallery, Londen                                        |            |
| Portret van een echtpaar in een landschap                            | Ca. 1665      | Schilderij | Museum De Lakenhal, Leiden                                      |            |
| Pastorale voorstelling                                               | 1679          | Schilderij | Norton Simon Museum, Pasadena                                   |            |